# Fritz Gummert
Fritz Gummert (* 15. Juni 1895 in Essen; † 27. August 1963 in Düsseldorf) war ein deutscher Industriemanager.

## Leben
Fritz Gummert war ein Sohn des Frauenarztes Ludwig Gummert. Er besuchte das Helmholtz-Gymnasium Essen und studierte an der Eberhard Karls Universität Tübingen, der Rheinischen Friedrich-Wilhelms-Universität Bonn, der Schlesischen Friedrich-Wilhelms-Universität Breslau und der Universität Leipzig. 1921 wurde er in Leipzig zum Dr. phil. promoviert. Er war Mitglied der Corps Borussia Tübingen (FM,x), Saxonia Bonn (x) und Marcomannia Breslau. Am Ersten Weltkrieg nahm er als Leutnant der Reserve teil.
Seine Berufslaufbahn begann Gummert mit einer Ausbildung bei der Essener Credit-Anstalt, wurde dort Direktionsassistent und 1923 Handlungsbevollmächtigter. Er trat 1926 in die neu gegründete Aktiengesellschaft für Kohleverwertung (eine Vorgängerin der späteren Ruhrgas AG) ein. Dort war er zunächst Handlungsbevollmächtigter, ab 1927 Prokurist, 1934 stellvertretendes und ab November 1948 ordentliches Vorstandsmitglied sowie 1958 Sprecher des Vorstands. Damit hat er maßgebenden Anteil an der Entwicklung der Ruhrgas AG zum größten deutschen Ferngasunternehmen. Gummert war zudem Aufsichtsratsvorsitzender der Steinkohlengas AG in Dorsten, der Ofenbau AG (Ofag) in Düsseldorf, stellvertretender Aufsichtsratsvorsitzender der Chemischen Werke Hüls, Aufsichtsratsmitglied der Rhenag sowie der Dresdner Bank und weiterer Unternehmen. Daneben war er Schatzmeister des 1949 von ihm mitgegründeten Stiftervereins für die Deutsche Wissenschaft, Mitglied des Senats der Max-Planck-Gesellschaft und engagierte sich in weiteren wissenschaftlichen Fördergesellschaften. Selbst betrieb er Forschungen auf dem Gebiet der Kohlenstoffbiologie und gründete 1946 die Kohlenstoffbiologische Forschungsanstalt in Essen-Bredeney. Gummerts Haus in Bredeney (Meisenburgstraße 129) diente nach dem Zweiten Weltkrieg bis Mitte der 1950er Jahre als „Verbandszentrale“ des Coburger Convents. Ab 1952 förderte er die Karriere von Alfred Herrhausen.

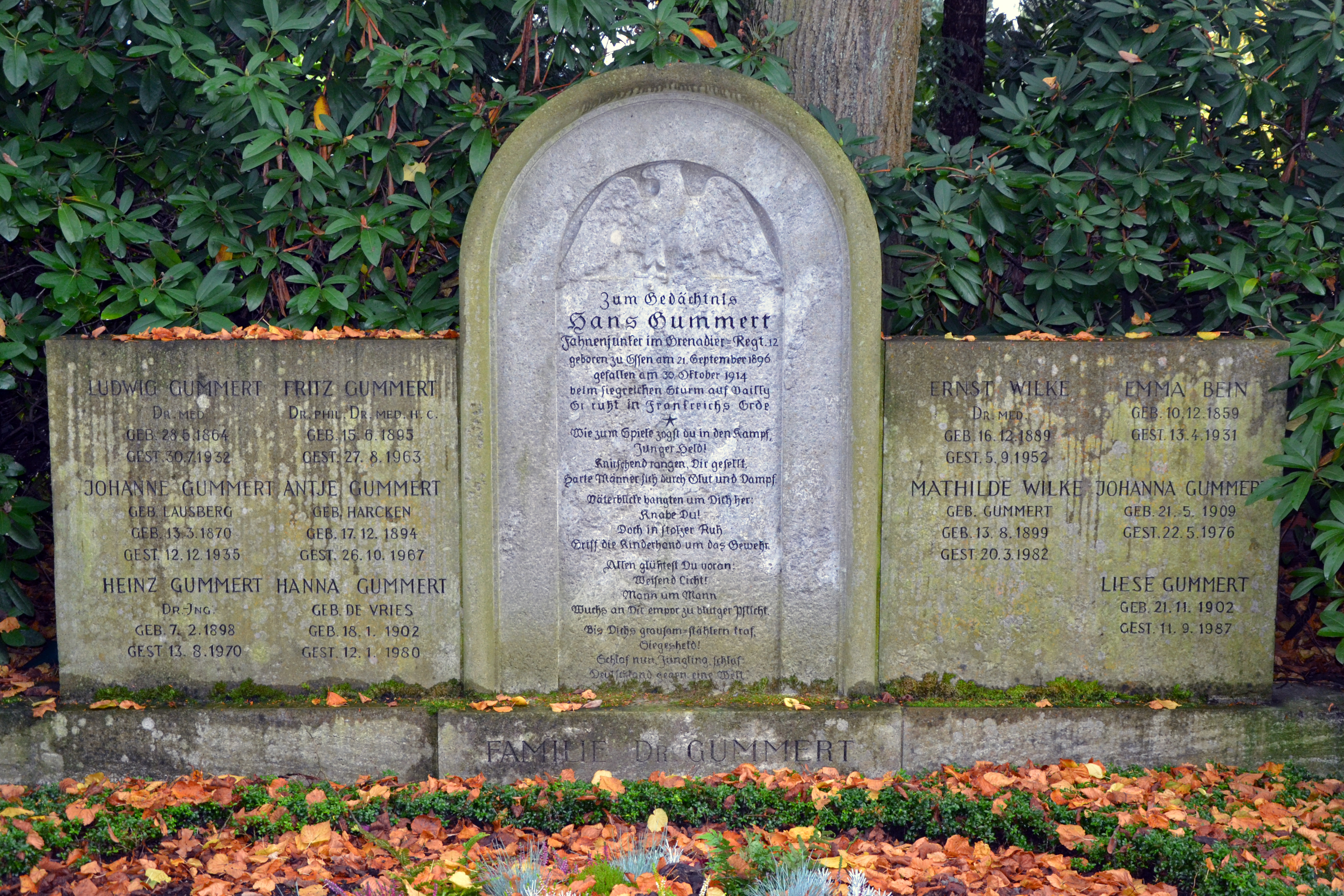
Familiengrab auf dem Friedhof Bredeney

 Am 31. Dezember 1960 trat Gummert in den Ruhestand. Er wurde im Familiengrab auf dem Friedhof Bredeney in Essen beigesetzt.

## Ehrungen
- Eisernes Kreuz II. und I. Klasse
- Wiederholungsspange zum Eisernen Kreuz II. Klasse (1939)
- Kriegsverdienstkreuz (1939) 1. Klasse
- Ehrenmitgliedschaft des DVGW (1952)[4]
- Großes Verdienstkreuz der Bundesrepublik Deutschland (1955)
- Ehrensenator der Technischen Hochschule Berlin
- Ehrenmitglied der Ludwig-Maximilians-Universität München
- Ehrenbürger der Westfälischen Wilhelms-Universität
- Ehrendoktorwürde der Universität Gießen als Dr. med. h. c. (1957)